# Me gusta il movimento
Me gusta il movimento è un singolo della cantante italiana Jo Squillo, pubblicato nel febbraio 1992 dall'etichetta discografica Polygram.
Il brano, scritto da Jo Squillo e Gianni Muciaccia e prodotto da quest'ultimo, era stato selezionato per partecipare al Festival di Sanremo 1992, manifestazione dalla quale è stato escluso pochi giorni prima dell'inizio in quanto non inedito, poiché già proposto durante alcuni concerti dell'artista.
Il brano è incluso nell'album Movimenti, pubblicato subito dopo il Festival, e ha ottenuto un discreto successo.
Il brano è stato presentato al Dopofestival e successivamente riproposto in varie altre trasmissioni televisive.
Viene inoltre utilizzato nella pellicola Infelici e contenti (1992), con Renato Pozzetto ed Ezio Greggio.

## Tracce
1. Me gusta il movimento – 3:59
2. Me gusta il movimento (Strumental Version) – 3:59